# (34118) 2000 PC27
2000 PC27 (asteroide 34118) é um asteroide da cintura principal. Possui uma excentricidade de 0.00711270 e uma inclinação de 4.34236º.
Este asteroide foi descoberto no dia 9 de agosto de 2000 por LINEAR em Socorro.